# Signos y presagios
La Primera Temporada de Babylon 5 abarca el año 2258 y toma su título general del episodio 13. Es la más ligera de las cinco, pero no la menos sólida. Cumple más que correctamente el principio básico de la space opera: entretener. Ofrece un argumento simple y fácil de seguir, con personajes simples basados en estereotipos sencillos.
En esta temporada se nos pone en antecedentes de una guerra anterior entre la Tierra y el Imperio Minbari, de cómo ésta terminó de forma inesperada y de la extraña implicación del comandante de la estación, Jeffrey Sinclair, en el final de la guerra.
En esta temporada, además, son frecuentes las referencias a autores y obras de ciencia ficción, como las naves Asimov (en honor al escritor), la Von Braun (en honor al padre de los cohetes que llevaron a la NASA a la Luna), Matheson (en honor al también escritor) o el local Dark Star (en referencia a la película).
Hay algunas referencias más en temporadas posteriores, pero es la primera la que acumula el grueso de ellas.

Era el amanecer de la tercera era de la humanidad, diez años después de la guerra Tierra/Minbari. El Proyecto Babylon fue un sueño que había cobrado forma. Su meta: prevenir otra guerra creando un lugar donde humanos y alienígenas podían resolver pacíficamente sus diferencias. Es un puerto de llamada; un hogar lejos del hogar para diplomáticos, trabajadores, empresarios y viajeros. Humanos y alienígenas envueltos en dos millones quinientas mil toneladas de metal en rotación, solos en la noche. Puede ser un sitio peligroso, pero es nuestra última y mejor esperanza de paz. Esta es la historia de la última de las estaciones Babylon. El año es 2258. El nombre del lugar es BABYLON 5.
Comandante Sinclair

## Episodios
| # | Total | Título original                                                              | Guionista              | Director               | Fecha de emisión original | Código de prod. |
| --- | ----- | ---------------------------------------------------------------------------- | ---------------------- | ---------------------- | ------------------------- | --------------- |
| 1 | 1     | «Midnight on the Firing Line» «Medianoche en la línea de fuego»              | Richard Compton        | J. Michael Straczynski | 26 de enero de 1994       | 103             |
| Ragesh 3, una colonia agrícola centauri, ha sido atacada por los narn. Sinclair debe encontrar una solución pacífica al conflicto sin el apoyo de sus superiores, más preocupados por las inminentes elecciones. Mientras, Garibaldi investiga una serie de ataques corsarios a transportes comerciales. - Primera aparición de Susan Ivanova, Talia Winters y Vir Cotto. |       |                                                                              |                        |                        |                           |                 |
| 1 | 2     | «Soul Hunter» «El Cazador de Almas»                                          | Jim Johnston           | J. Michael Straczynski | 2 de febrero de 1994      | 102             |
| Una nave seriamente dañada se aproxima a la estación. En su interior viaja un ser conocido entre los alienígenas como cazador de almas, cuya misión es recoger las grandes almas en el momento de la muerte. - Primera aparición de Stephen Franklin |       |                                                                              |                        |                        |                           |                 |
| 1 | 3     | «Born to the Purple» «Nacido para el púrpura»                                | Bruce seth Green       | Larry DiTillio         | 9 de febrero de 1994      | 104             |
| El romance de Londo con una bailarina exótica puede acarrearle serios problemas a su gobierno. Además, alguien está usando los canales de seguridad de la estación para hacer llamadas no autorizadas. |       |                                                                              |                        |                        |                           |                 |
| 1 | 4     | «Infection» «Infección»                                                      | Richard Compton        | J. Michael Straczynski | 16 de febrero de 1994     | 101             |
| Un antiguo profesor del Dr. Franklin llega a la estación con un cargamento de tecnología orgánica que ha encontrado en una expedición xenoarqueológica. - Este fue el primer episodio de la serie en escribirse y rodarse. |       |                                                                              |                        |                        |                           |                 |
| 1 | 5     | «The Parliament of Dreams» «El Parlamento de los Sueños»                     | Jim Johnston           | J. Michael Straczynski | 23 de febrero de 1994     | 108             |
| Se organiza a bordo de la estación una semana de intercambio cultural durante la cual todas las razas que lo deseen exponen sus ceremonias religiosas. Pero G'Kar está más preocupado por el asesino que tiene un contrato por su cabeza. - Originalmente, el episodio iba a titularse "Carnival!" - Primera aparición de Lennier, Na'Toth y Catherine Sakai              |       |                                                                              |                        |                        |                           |                 |
| 1 | 6     | «Mind War» «Guerra Mental»                                                   | Bruce Seth Green       | J. Michael Straczynski | 2 de marzo de 1994        | 110             |
| Dos policías psíquicos llegan a la estación en busca de un peligroso telépata fugitivo, alguien a quien Talia conoce. - Primera aparición de Bester |       |                                                                              |                        |                        |                           |                 |
| 1 | 7     | «The War Prayer» «Oración de guerra»                                         | Richard compton        | D.C. Fontana           | 9 de marzo de 1994        | 107             |
| El Guardián del Hogar, un violento grupo humano, lleva semanas atacando a alienígenas por toda la estación. Un sobrino de Vir se presenta huyendo de su matrimonio concertado, e Ivanova se reencuentra con alguien de su pasado. |       |                                                                              |                        |                        |                           |                 |
| 1 | 8     | «And the Sky Full of Stars» «Y el cielo se llenó de estrellas»               | Janet Greek            | J. Michael Straczynski | 16 de marzo de 1994       | 106             |
| Dos hombres llegan a la estación con una misión: averiguar qué le ocurrió a Sinclair en la Batalla de la Línea. Y harán lo que sea para averiguarlo. |       |                                                                              |                        |                        |                           |                 |
| 1 | 9     | «Deathwalker» «La Muerte Errante»                                            | Bruce seth Green       | Larry DiTillio         | 20 de mayo de 1994        | 113             |
| Na'Toth ataca brutalmente a una mujer a su paso por la aduana, asegurando que es la criminal de guerra dilgar Ja'dhur, a quien se creía muerta. Pero, ¿es ella?, ¿por qué no ha envejecido? y ¿por qué la Tierra y Narn tienen tanto interés en su bienestar? |       |                                                                              |                        |                        |                           |                 |
| 1 | 10    | «Believers» «Creyentes»                                                      | Richard compton        | David Gerrold          | 27 de mayo de 1994        | 105             |
| El Dr. Franklin se ve en un dilema cuando debe decidir entre violar las creencias religiosas de un paciente o dejarle morir. |       |                                                                              |                        |                        |                           |                 |
| 1 | 11    | «Survivors» «Supervivientes»                                                 | Jim Johnston           | Mark Scott Zicree      | 4 de abril de 1994        | 111             |
| Se produce una explosión en la plataforma de lanzamiento durante las preparaciones de la visita del presidente a Babylon 5. Los responsables de su seguridad están dispuestos a llegar al fondo del asunto, y pronto surge un sospechoso: Garibaldi. - Originalmente, el episodio iba a titularse "A Knife in the Shadows"                                                |       |                                                                              |                        |                        |                           |                 |
| 1 | 12    | «By Any Means Necessary» «Por todos los medios necesarios»                   | Jim Johnston           | Kathryn M. Drennan     | 11 de abril de 1994       | 114             |
| Las condiciones de trabajo en los embarcaderos de la estación son cada día más precarias, y cuando un accidente acaba con la vida de uno de ellos, los trabajadores empiezan a considerar ir a la huelga. En ese mismpo accidente, G'Kar ha perdido una carga fundamental, y hará lo que sea por reemplazarla.                                                            |       |                                                                              |                        |                        |                           |                 |
| 1 | 13    | «Signs and Portents» «Signos y presagios»                                    | Janet Greek            | J. Michael Straczynski | 18 de abril de 1994       | 116             |
| Un hombre misterioso llega a la estación con una única pregunta, los ataques corsarios son cada vez más frequentes, y Londo debe custodiar con su vida una antigua reliquia centauri. - Primera aparición de Morden |       |                                                                              |                        |                        |                           |                 |
| 1 | 14    | «TKO» «K.O. Técnico»                                                         | John Flynn             | Larry DiTillio         | 25 de abril de 1994       | 119             |
| Dos hombres llegan a la estación con misiones diametralmente opuestas. Walker Smith, para participar en un combate deportivo alienígena. El Rabino Koslov, a traer a Ivanova el legado de su familia. |       |                                                                              |                        |                        |                           |                 |
| 1 | 15    | «Grail» «Grial»                                                              | Richard Compton        | Christy Marx           | 1 de julio de 1994        | 109             |
| Deuce, un matón con un negocio de extorsión, tiene aterrado al bajo fondo ya que parece haber puesto a los vorlon de su parte; Un monje contacta con los embajadores en su búsqueda del Santo Grial, y en medio está Jinxo, un ladronzuelo que acarrea una extraña maldición.                                                                                             |       |                                                                              |                        |                        |                           |                 |
| 1 | 16    | «Eyes» «Ojos»                                                                | Jim Johnston           | Larry DiTillio         | 13 de julio de 1994       | 122             |
| El personal de la estación es objeto de una investigación interna de las Fuerzas Terrestres, y el encargado parece tener mucho interés en Sinclair en particular. |       |                                                                              |                        |                        |                           |                 |
| 1 | 17    | «Legacies» «Legados»                                                         | Bruce Seth Green       | D.C. Fontana           | 20 de julio de 1994       | 115             |
| El cortejo fúnebre de uno de los grandes generales minbari llega a Babylon 5, y ese es solo el comienzo de los problemas. Además, Ivanova y Talia tienen distintas opiniones sobre lo que hacer con una ladronzuela que resulta ser una telépata latente - Primera aparición de Neroon                                                                                    |       |                                                                              |                        |                        |                           |                 |
| 1 | 18    | «A Voice in the Wilderness, Part 1» «Una Voz en el Desierto (Primera parte)» | Janet Greek            | J. Michael Straczynski | 27 de julio de 1994       | 120             |
| Epsilon 3, el planeta alrededor del cual orbita la estación, está siendo sacudido por una serie de terremotos, cuando se aproxima una nave para investigar es atacada pero, ¿Es un antiguo mecanismo automático de defensa o hay alguien ahí abajo? |       |                                                                              |                        |                        |                           |                 |
| 1 | 19    | «A Voice in the Wilderness, Part 2» «Una Voz en el Desierto (Segunda parte)» | Janet Greek            | J. Michael Straczynski | 3 de agosto de 1994       | 121             |
| La crisis de Epsilon 3 se acentúa cuando empiezan las competiciones por apoderarse de la tecnología del planeta. |       |                                                                              |                        |                        |                           |                 |
| 1 | 20    | «Babylon Squared» «Babylon Hallada»                                          | Jim Johnston           | J. Michael Straczynski | 10 de agosto de 1994      | 118             |
| Tras dos años, Babylon 4 ha reaparecido sin más, exactamente igual que desapareció. |       |                                                                              |                        |                        |                           |                 |
| 1 | 21    | «The Quality of Mercy» «La virtud de la misericordia»                        | Lorraine Senna Ferrara | J. Michael Straczynski | 17 de agosto de 1994      | 117             |
| Por fin hay sentencia para el asesino Karl Mueller: muerte de personalidad, y a Talia le toca la parte más desagradable del asunto. Mientras, Franklin descubre que una curandera se ha establecido en el Bajo Fondo, pero ¿funciona realmente el aparato alienígena que usa en sus "tratamientos"? y si es así, ¿qué es lo que hace?                                     |       |                                                                              |                        |                        |                           |                 |
| 1 | 22    | «Chrysalis» «Crisálida»                                                      | Janet Greek            | J. Michael Straczynski | 26 de octubre de 1994     | 112             |
| Uno de los informadores de Garibaldi se ha topado con algo demasiado grande y peligroso. Lo único que le da tiempo a decir antes de morir es "van a matarle". Delenn está preparada para llevar a término el plan que lleva todo el año preparando, y cuando lo haga, no habrá vuelta atrás.                                                                              |       |                                                                              |                        |                        |                           |                 |

## Orden Mejorado
Por diversas causas, varios episodios no fueron emitidos en el orden inicialmente previsto cuando la serie emitió por vez primera. El que sigue es el orden óptimo de visionado de los episodios (los cambios vienen señalados):
- Medianoche en la línea de fuego
- Cazador de almas
- Nacido para el púrpura
- Infección
- Parlamento de Sueños
- Guerra mental
- Oración de guerra
- Y el cielo lleno de estrellas
- La muerte errante
- Creyentes
- Supervivientes
- Por los medios necesarios
- Signos y presagios
- Grial
- Ojos
- Una Voz en el Desierto 1
- Una Voz en el Desierto 2
- Babylon Hallada
- La Capacidad de Compasión
- K.O técnico
- Legados
- Crisálida